# Onaping River
Onaping River är ett vattendrag i Kanada.   Det ligger i provinsen Ontario, i den sydöstra delen av landet, 400 km väster om huvudstaden Ottawa.
I omgivningarna runt Onaping River växer i huvudsak blandskog. Runt Onaping River är det ganska glesbefolkat, med 43 invånare per kvadratkilometer.